# Joanne Samuel
Joanne Samuel (ur. 5 sierpnia 1957 w Camperdown, Australia) – australijska aktorka filmowa i telewizyjna.

## Życiorys
Urodziła się w Camperdown, ukończyła szkołę podstawową St Mary's Hurstville. Pierwszą role zagrała w serialu Certain Women, a największą rozpoznawalność przyniósł jej występ w Mad Maxie gdzie zagrała żonę głównego bohatera.

## Filmografia
- Mad Max (1979) jako Jessie Rockatansky
- Alison's Birthday (1981) jako Alison Findlay
- Early Frost (1982) jako Chris
- The City's Edge (1983) jako prostytutka
- Queen of the Road (1984) jako Rosy Costello
- The Long Way Home (1985) jako Julie
- Królowie nocy (1987) jako Sonia Spane
- Gallagher's Travels (1987) jako Sally
- Spook (1988) jako Carole Bradly
- The Wiggles Movie (1997) jako Mrs. Bingle

## Seriale
- Certain Women jako Caroline Stone
- Class of '74 jako Sue Taylor
- Matlock Police jako Jenny / Cathy Phillips
- Homicide jako Lynn Fisher
- Shannon's Mob jako Felicity Maitland
- The Sullivans jako Cynthia Cavanaugh
- Case for the Defence jako Amy
- The Young Doctors jako Jill Gordon
- Skyways jako Kelly Morgan
- Ratbags jako Various
- Five Times Dizzy
- Hey Dad..! jako Jeanette Taylor
- Fallen Angels jako Helen Bader
- All Saints jako Ingrid Clements
- Rake jako pielęgniarka
- Peter Allen: Not the Boy Next Door jako Bev Moulson

## Jako ona sama
- Niezupełnie Hollywood (2008)
- The Madness of Max (2015)